# 藤井乙男
藤井 乙男（ふじい おとお、1868年8月31日（慶応4年7月14日） - 1945年（昭和20年）5月23日）は、日本の国文学者、俳人。号は紫影。兵庫県津名郡洲本町（淡路島、現洲本市）生まれ。
第三高等学校を経て、1894年帝国大学文科大学国文学科を卒業。在学中正岡子規と知り句作を始める。1894年福岡県立尋常中学修猷館教諭、1898年第四高等学校教授、金沢にて北声会を主宰、「北国新聞」の俳壇選者となる。1908年第八高等学校教授、1909年京都帝国大学文科講師、1911年教授。1912年文学博士の学位を受ける。1928年定年退職、名誉教授となる。1930年帝国学士院会員。
近世文学関連の書籍の歩猟に情熱を注ぎ、死後、蔵書1643部は天理大学附属天理図書館に収められた。著作集全9巻がある。

## 栄典
- 1928年（昭和3年）9月1日 - 従三位[4]

## 著書
- 『新編国文読本』積善館 1895-96
- 『新撰帝国小史』積善館 1899.2
- 『操觚便覧』浜本明昇堂 1899.12
- 『近松門左衛門』金港堂書籍 1904
- 『俗諺論』冨山房 1906.8
- 『巣林子評釈』有朋堂書店 1908
- 『諺語大辞典』有朋堂 1910.3
- 『江戸文学研究』内外出版 1921
- 『諺の研究』更生閣 1929 のち講談社学術文庫
- 『かきね草』私家版 1929
- 『江戸文学図録 藤井博士還暦記念』国文学会編 ぐろりあそさえて 1930
- 『江戸文学叢説』岩波書店 1931
- 『西鶴五人女詳解』木鐸社 1931
- 『国文学大講座 第18 江戸文学概説』日本文学社 1935
- 『日本文学史要』三省堂 1938
- 『史話俳談』晃文社 1943
- 『藤井乙男著作集 第1、4巻』秋田屋 1947-48
- 『鉢叩 句集』藤井紫影 草茎社 1968
- 『藤井乙男著作集』全9巻 クレス出版 2007